# Hannibal Lecter - Le origini del male (romanzo)
Hannibal Lecter - Le origini del male (Hannibal Rising) è il quinto romanzo dello scrittore statunitense Thomas Harris, pubblicato nel 2006, ed è il quarto romanzo dedicato alla saga di Hannibal Lecter e, sotto il profilo cronologico della narrazione, ne costituisce il prologo.
Narra, infatti, l'infanzia di Hannibal, da quando viveva in Lituania negli anni quaranta fino alla maggiore età.
Negli Stati Uniti e in Inghilterra è uscito nei primi giorni di dicembre del 2006, mentre in Italia è uscito alla fine di gennaio 2007 con il titolo (omonimo al film) Hannibal Lecter - Le origini del male.

## Edizioni
- Thomas Harris, Hannibal Rising, Delacorte Press, 2006,  p. 356, ISBN 0-385-33941-0.
- Thomas Harris, Hannibal Lecter - Le origini del male, Arnoldo Mondadori Editore, 2007,  p. 343, ISBN 88-04-56488-1.